# FCヴィクトリア1889ベルリン
FCヴィクトリア1889ベルリン (FC Viktoria 1889 Berlin) は、ドイツ・ベルリンに本拠地を置くサッカークラブ。正式名称はフスバル＝クルブ・ヴィクトリア1889ベルリン・リヒターフェルデ＝テンペルホーフ e.V. (Fußball-Club Viktoria 1889 Berlin Lichterfelde-Tempelhof e.V)。単にヴィクトリア・ベルリン (Viktoria Berlin) とも呼ばれる。

## 歴史

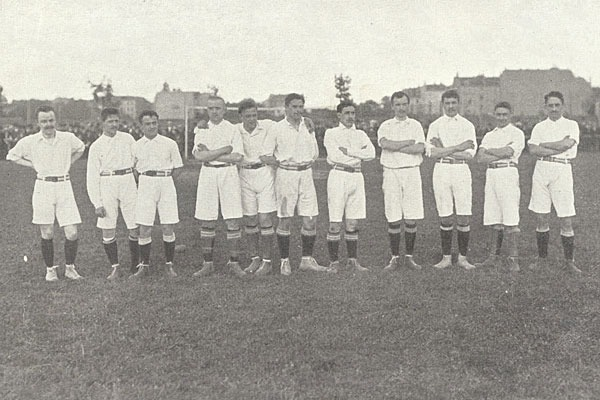
1908年に王者に輝いたBFCヴィクトリア89

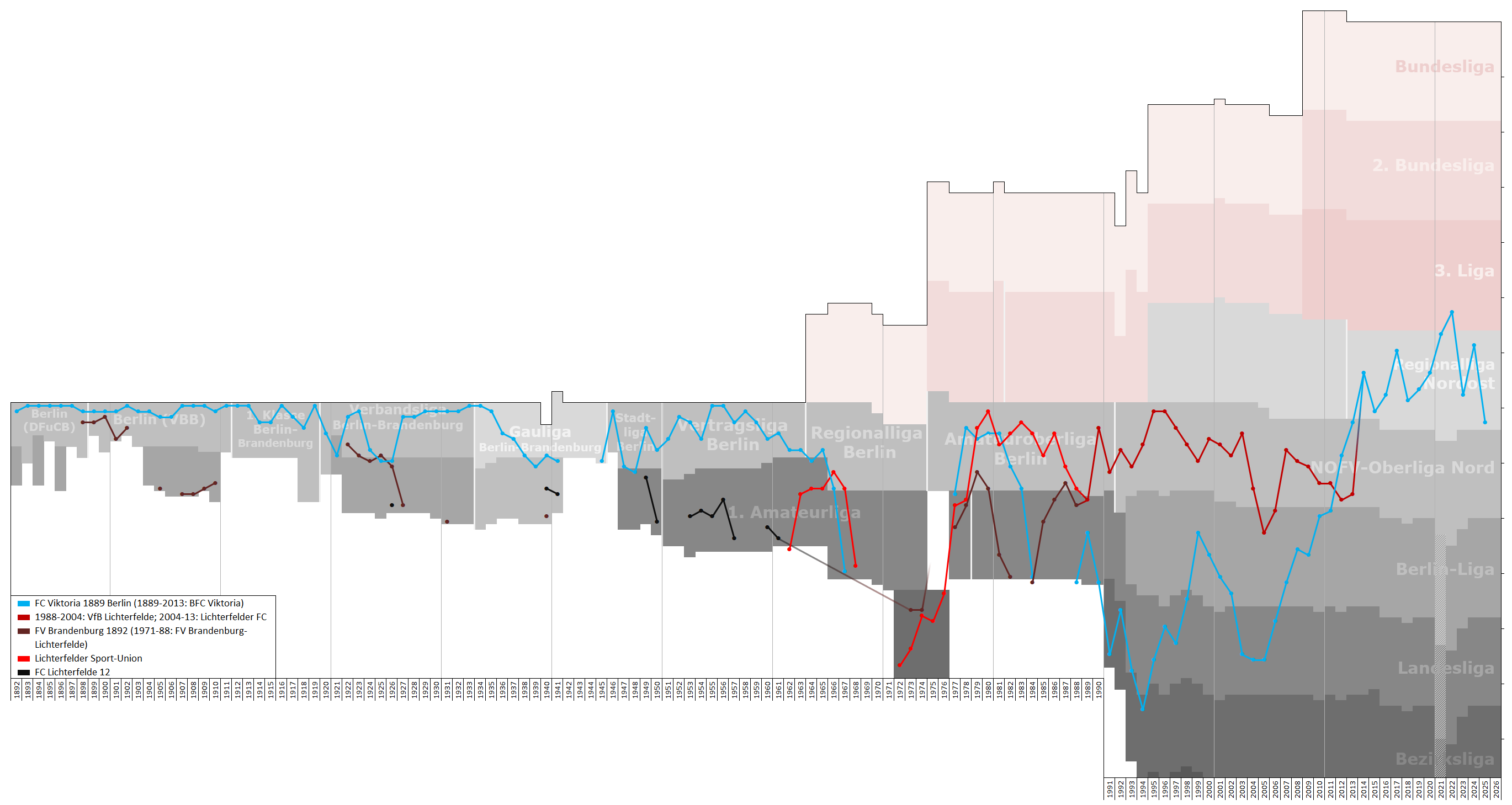
1945年以後のクラブ成績

2013年7月1日にBFCヴィクトリア1889とリヒターフェルダーFCが合併して成立した。前者はドイツ最古のクラブの一つで、1908年と1911年に優勝している。
合併後初シーズンとなった2013-14シーズンは、BFCヴィクトリア1889が前年にオーバーリーガで優勝していたため、レギオナルリーガ・ノルトオストに参戦。このシーズンにベルリナー・ランデスポカールで優勝したため、翌シーズンのDFBポカール出場権を獲得した。DFBポカールではブンデスリーガ所属のアイントラハト・フランクフルトとフリードリヒ・ルートヴィヒ・ヤーン運動公園で対戦して2-0で敗北した。
2020-21シーズンは開幕から全試合勝利の快進撃を続けていたが、新型コロナウイルス感染症の世界的流行に伴い11試合でシーズンが打ち切りとなった。これによって11試合で勝ち点33を積み上げていたヴィクトリア・ベルリンは3.リーガに昇格した。

## 本拠地

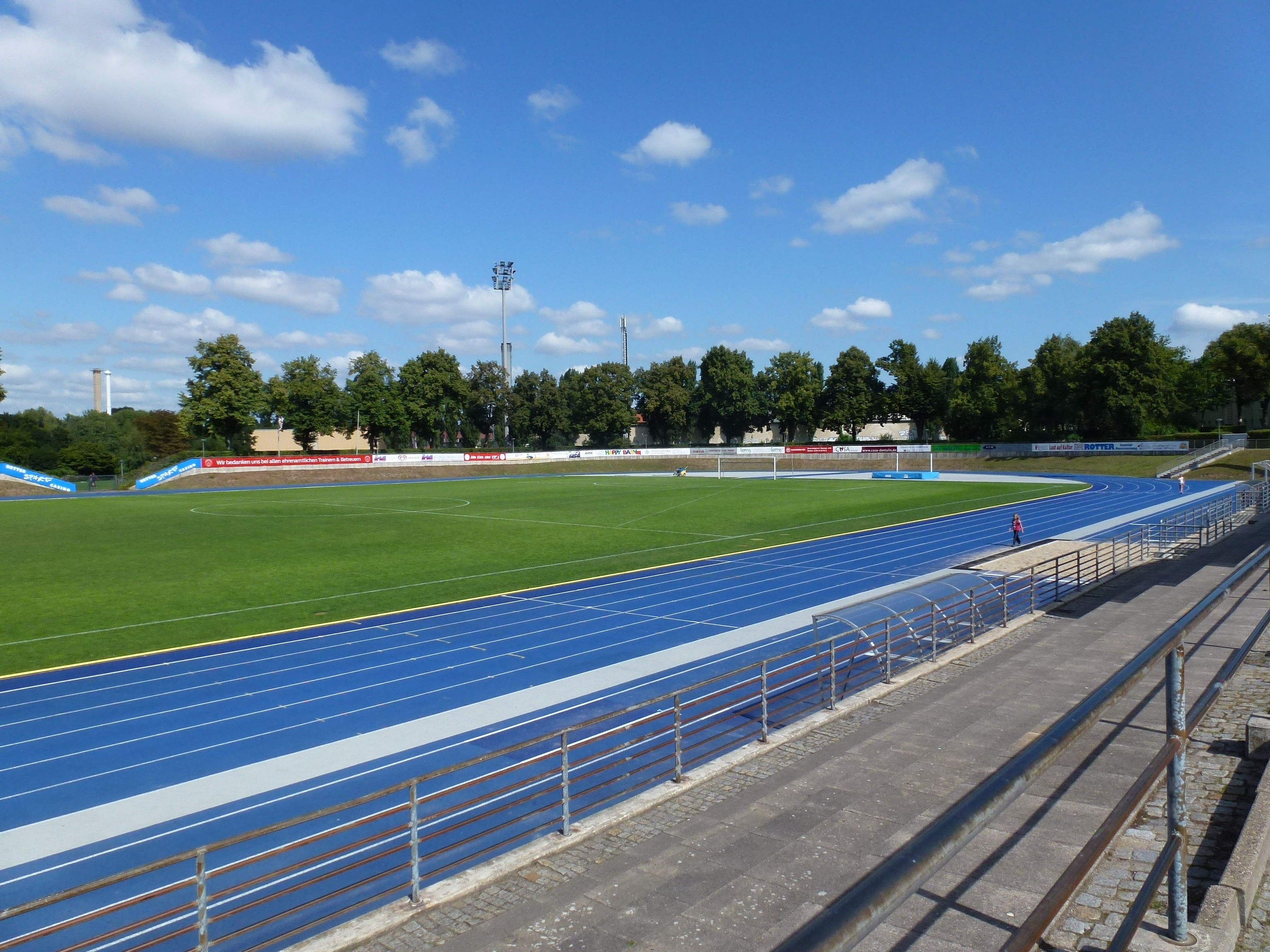
シュタディオン・リヒターフェルデ

クラブ発足当初の本拠地はシュタディオン・リヒターフェルデで、クラブのオフィスもここに存在している。名前の通り、元々はリヒターフェルダーFCの本拠地であった。一方のBFCヴィクトリア1889の本拠地はフリードリヒ＝エーベルト＝シュタディオンで、現在はU-19チームの本拠地になっている。
しかし、3.リーガの昇格に当たって大きな問題に直面した。3.リーガの本拠地は収容人数1万人、床下暖房、VIP席が必要であるが、リヒターフェルデは収容人数4,300人、さらに文化遺産として登録されているために改修も難しい状況であった。このため本拠地を移転することとなり、モムセンシュタディオンやベルリン・オリンピアシュタディオンが検討されたが、最終的にはフリードリヒ・ルートヴィヒ・ヤーン運動公園に決まった。このスタジアムも大規模改修の工事予定が入っていたために当初は2020年12月31日までしか使用許可を受け付けていなかったが、ベルリン市は座席数を1万人に減らすことと引き換えに2年間の使用許可を与えた。

## タイトル

### 国内タイトル
- レギオナルリーガ・北東部：1回
  - 2020-21
- ベルリン・カップ：2回
  - 2013-14, 2018-19

### 国際タイトル
- なし

## 過去の成績
| シーズン | ディビジョン             | ディビジョン | ディビジョン | ディビジョン | ディビジョン | ディビジョン | ディビジョン | ディビジョン | ディビジョン | DFBポカール |
| シーズン | リーグ                   | 試           | 勝           | 分           | 敗           | 得           | 失           | 点           | 順位         | DFBポカール |
| -------- | ------------------------ | ------------ | ------------ | ------------ | ------------ | ------------ | ------------ | ------------ | ------------ | ----------- |
| 2013-14  | レギオナルリーガ・北東部 | 30           | 8            | 15           | 7            | 41           | 40           | 39           | 8位          |             |
| 2014-15  | レギオナルリーガ・北東部 | 28           | 4            | 8            | 16           | 25           | 51           | 20           | 15位         | 1回戦敗退   |
| 2015-16  | レギオナルリーガ・北東部 | 34           | 9            | 11           | 14           | 46           | 62           | 38           | 12位         |             |
| 2016-17  | レギオナルリーガ・北東部 | 34           | 15           | 11           | 8            | 63           | 47           | 56           | 4位          |             |
| 2017-18  | レギオナルリーガ・北東部 | 34           | 11           | 9            | 14           | 49           | 54           | 42           | 13位         |             |
| 2018-19  | レギオナルリーガ・北東部 | 34           | 14           | 10           | 10           | 50           | 38           | 43           | 11位         |             |
| 2019-20  | レギオナルリーガ・北東部 | 21           | 6            | 11           | 4            | 20           | 17           | 29           | 8位          | 1回戦敗退   |
| 2020-21  | レギオナルリーガ・北東部 | 11           | 11           | 0            | 0            | 26           | 9            | 33           | 1位          |             |
| 2021-22  | ブンデスリーガ3部        | 36           | 10           | 7            | 19           | 44           | 62           | 37           | 17位         |             |
| 2022-23  | レギオナルリーガ・北東部 |              |              |              |              |              |              |              | 位           | 1回戦敗退   |

## 歴代所属選手
- 山田真史 2019 -
- ティモ・ゲプハルト 2019